# Vox AC30

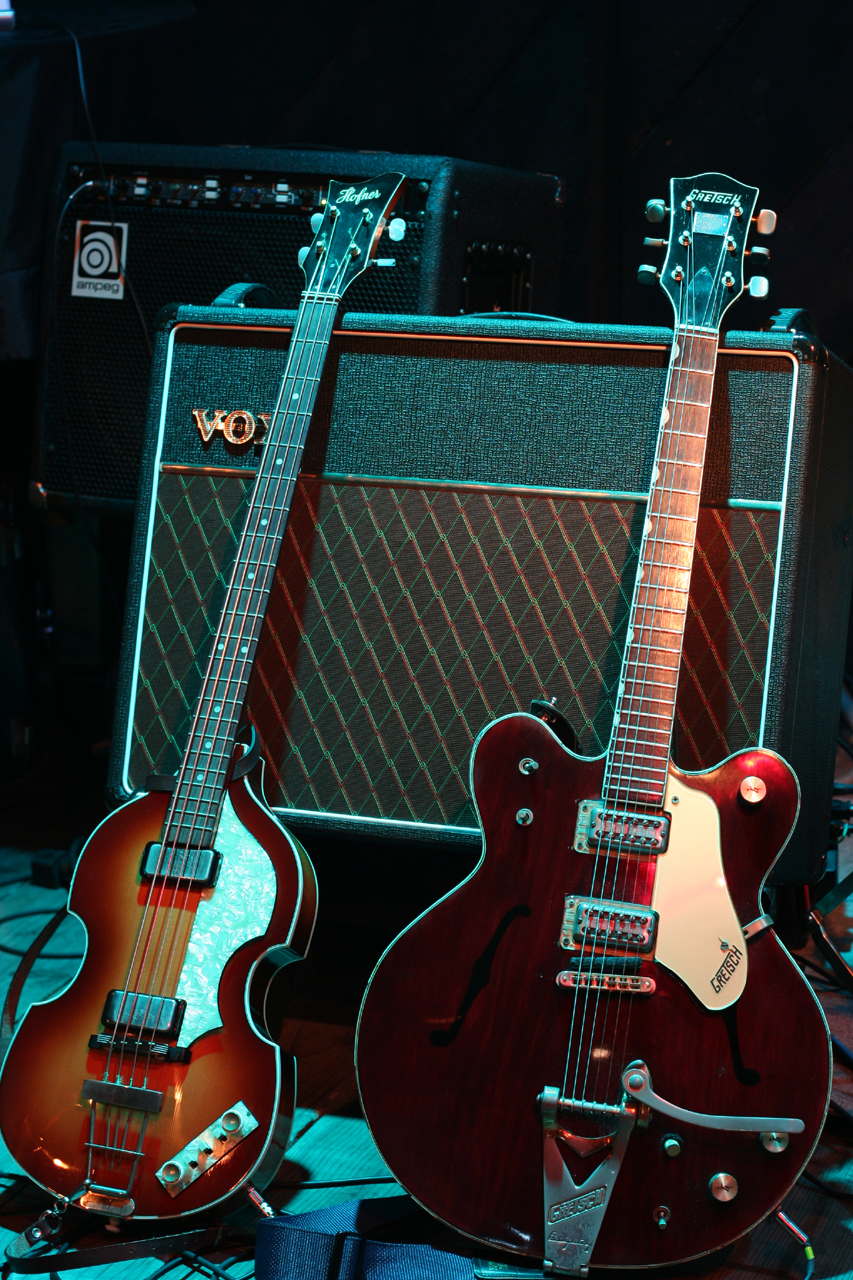
Een Vox AC30 achter een Höfner 500/1 basgitaar en een Gretsch Country Gentleman

De Vox AC30 is een 30 watt-gitaarversterker, gemaakt door Vox sinds 1958.
De AC30 wordt met de Fender Tweed Bassman, de Fender Twin Reverb, en de Marshall Plexi gezien als een van de vier oermodellen van de gitaarversterking. De AC30 werd ontwikkeld omdat de eerder op de markt gebrachte Vox AC15 - met één luidspreker en een vermogen van 15 watt - onvoldoende vermogen leverde voor de concerten van The Shadows.
De AC30's werden wereldwijd bekend doordat ze bij The Beatles op het podium stonden. Voor hun Amerikaanse (stadion)tournees werden zwaardere gitaarversterkers (AC50 en later AC100) ontwikkeld. Die wijken echter op meer punten dan alleen het vermogen af van de AC30 en zijn nooit populair geworden.
Ook de populariteit van Queen, waarin gitarist Brian May over een set van vier AC30's speelde, droeg bij aan de voortdurende populariteit van de AC30. Evenals The Edge van U2.
De versterker is eenvoudig te herkennen aan zijn bruine stoffen front met ruitmotief. Het interne circuit is echter door de jaren heen een aantal keer aangepast, waardoor er niet duidelijk één type geluid aan de AC30 te verbinden is. De eerste modellen zijn ontworpen in een tijd waarin overstuurd geluid als inferieur werd beschouwd. Het oversturen van zo'n versterker was dan ook een vrijwel onmogelijke klus. Later kwamen er uitvoeringen met boostfuncties die een romig overstuurd geluid mogelijk maakten. Wat altijd gelijk is gebleven, is het gebruik van vier buizen EL84 in een klasse-A eindversterkercircuit en twee 12"-luidsprekers.
Sinds 1992 is Vox onderdeel van Korg en worden de goedkopere uitvoeringen in Azië geproduceerd. Verder worden er printplaten gebruikt in plaats van point-to-pointbedrading. Er is echter nog steeds een serie met de hand bedrade ("Hand-Wired") Britse versterkers in productie. Andere bedrijven als Matchless maken versterkers volgens de oude of aangepaste schema's van de AC30. Vaak worden deze zogenaamde boetiek-versterkers met zeer hoogwaardige onderdelen uitgevoerd. Ook JMI (Jennings Musical Industries), de voormalige eigenaar en oprichter van Vox, maakt weer AC30's.

## Trivia
Zoals bij de Fender Twin Reverb het typerende geluid als twang en het jaren 60 achtige overstuurde Marshall geluid als plexi wordt omschreven, wordt het typische geluid van de Vox AC30 door gitaristen als chime omschreven.